# James Parrott
Pour les articles homonymes, voir Parrott.
James Parrott, né le 2 août 1897 à Baltimore (Maryland) et mort le 10 mai 1939 à Hollywood (Californie), est un acteur, réalisateur et scénariste américain.

## Biographie
La carrière de James Parrott, frère cadet de Charley Chase, est lancée par Hal Roach. Il devient ainsi la vedette de séries comiques. Sa mort prématurée est due à des problèmes d'alcool et d'addiction aux médicaments. Selon les versions, il serait mort d'une crise cardiaque ou d'un suicide. Son frère, très affecté, est décédé peu de temps après lui.

## Filmographie

### Comme acteur
- 1918 : Hit Him Again
- 1918 : A Gasoline Wedding
- 1918 : Photographe malgré lui (Look Pleasant, Please)
- 1918 : Oui... mais Lui corsette mieux (Here Come the Girls) de Fred Hibbard
- 1918 : L'Hôtel du chahut-bahut (On the Jump) d'Alfred J. Goulding
- 1918 : Let's Go
- 1918 : Follow the Crowd
- 1918 : Pipe the Whiskers
- 1918 : It's a Wild Life
- 1918 : Hey There!
- 1918 : Kicked Out
- 1918 : Feux croisés (Two-Gun Gussie) de Alfred J. Goulding
- 1918 : Fireman Save My Child
- 1918 : Sic 'Em, Towser
- 1918 : Somewhere in Turkey
- 1918 : An Ozark Romance
- 1918 : Kicking the Germ Out of Germany
- 1918 : That's Him
- 1918 : Lui fait un beau mariage (Bride and Gloom)  d'Alfred J. Goulding
- 1918 : Two Scrambled
- 1918 : No Place Like Jail
- 1918 : Why Pick on Me?
- 1918 : Au jour le jour (Just Rambling Along) : Cook
- 1918 : Hear 'Em Rave
- 1918 : She Loves Me Not
- 1919 : An Auto Nut : The Auto Nut's Lawyer
- 1919 : Do You Love Your Wife?
- 1919 : Wanted - $5,000
- 1919 : Une excursion mouvementée (Going! Going! Gone!) de Gilbert Pratt
- 1919 : Hustling for Health
- 1919 : Hoot Mon!
- 1919 : I'm on My Way
- 1919 : The Dutiful Dub
- 1919 : A Sammy in Siberia
- 1919 : Young Mr. Jazz
- 1919 : Crack Your Heels
- 1919 : Un fameux régisseur (Ring Up the Curtain) d'Alfred J. Goulding
- 1919 : Si, Senor
- 1919 : Pistols for Breakfast
- 1919 : Swat the Crook
- 1919 : Off the Trolley
- 1919 : At the Old Stage Door
- 1919 : A Jazzed Honeymoon
- 1919 : Count Your Change
- 1919 : Chop Suey & Co.
- 1920 : His First Flat Tire
- 1921 : Big Town Ideas : Spick Sprague
- 1922 : Try, Try Again
- 1922 : Paste and Paper
- 1922 : Loose Change
- 1922 : Rich Man, Poor Man
- 1922 : Stand Pat
- 1922 : Friday the Thirteenth
- 1922 : The Late Lamented
- 1922 : A Bed of Roses
- 1922 : The Sleuth
- 1922 : Busy Bees
- 1922 : The Bride-to-Be
- 1922 : Take Next Car
- 1922 : Touch All the Bases
- 1922 : The Truth Juggler
- 1922 : Rough on Romeo
- 1922 : Wet Weather
- 1922 : The Landlubber
- 1922 : Bone Dry
- 1922 : Soak the Shiek
- 1922 : Face the Camera
- 1922 : The Uppercut
- 1922 : Shiver and Shake
- 1922 : The Golf Bug
- 1922 : Shine 'Em Up! : Paul, the Hustler
- 1922 : Washed Ashore
- 1922 : Harvest Hands
- 1922 : The Flivver
- 1922 : Blaze Away
- 1922 : I'll Take Vanilla
- 1922 : Fair Week
- 1922 : The White Blacksmith
- 1922 : Fire the Fireman
- 1923 : Post No Bills
- 1923 : Watch Your Wife
- 1923 : Mr. Hyppo
- 1923 : Don't Say Die
- 1923 : Jailed and Bailed : Paul
- 1923 : A Loose Tightwad
- 1923 : Tight Shoes
- 1923 : Do Your Stuff
- 1923 : Shoot Straight
- 1923 : For Safe Keeping
- 1923 : Bowled Over : The Challenger
- 1923 : Get Your Man
- 1923 : The Smile Wins
- 1923 : Good Riddance
- 1923 : Speed the Swede
- 1923 : Sunny Spain
- 1923 : For Art's Sake
- 1923 : Fresh Eggs
- 1923 : Uncovered Wagon
- 1923 : For Guests Only
- 1923 : Live Wires
- 1923 : Take the Air
- 1923 : Finger Prints
- 1923 : Winner Take All
- 1923 : Dear Ol' Pal
- 1923 : Join the Circus
- 1924 : Sittin' Pretty
- 1924 : Get Busy
- 1925 : Whispering Lions
- 1925 : La Fille de l'aubergiste (The Caretaker's Daughter) : The Caretaker
- 1925 : Are Parents Pickles?
- 1925 : Whistling Lions
- 1926 : Between Meals
- 1926 : Don't Butt In
- 1926 : Soft Pedal : Willing
- 1926 : Pay the Cashier
- 1926 : The Only Son
- 1926 : Hired and Fired
- 1926 : The Old War-Horse
- 1931 : Sous les verrous (Pardon Us) : Marching Prisoner
- 1934 : Washee Ironee : Man walking by laundry

### Comme réalisateur

#### Cinéma
- 1931 : Sous les verrous (Pardon Us)
- 1931 : De bote en bote (Sous les verrous / Hinter Schloss und Riegel / Muraglie)

#### Court-métrage
- 1921 : The Pickaninny
- 1922 : Mixed Nuts
- 1924 : Just a Minute
- 1924 : Hard Knocks
- 1924 : Love's Detour
- 1924 : The Fraidy Cat
- 1924 : Don't Forget
- 1925 : Le Mariage de Dudule (Should Sailors Marry?)
- 1926 : The Cow's Kimona (en)
- 1926 : On the Front Page
- 1926 : There Ain't No Santa Claus
- 1927 : Many Scrappy Returns
- 1927 : Are Brunettes Safe?
- 1927 : A One Mama Man
- 1927 : Forgotten Sweeties
- 1927 : Bigger and Better Blondes
- 1927 : Fluttering Hearts
- 1927 : What Women Did for Me
- 1927 : The Sting of Stings
- 1927 : The Lighter That Failed
- 1927 : Now I'll Tell One
- 1927 : Us
- 1927 : Assistant Wives
- 1927 : Never the Dames Shall Meet
- 1928 : All for Nothing
- 1928 : Galloping Ghosts
- 1928 : La Minute de vérité ou Leur instant d'humiliation (Their Purple Moment)
- 1928 : Un homme à boue (Should Married Men Go Home?)
- 1928 : V'là la flotte (Two Tars)
- 1928 : Habeas corpus
- 1928 : Chasing Husbands
- 1929 : Ruby Lips
- 1929 : Lesson No. 1
- 1929 : Happy Birthday
- 1929 : Furnace Trouble
- 1929 : Stewed, Fried and Boiled
- 1929 : Joyeux pique-nique (Perfect Day)
- 1929 : Ils vont faire boum ! (They Go Boom!)
- 1929 : The Hoose-Gow
- 1930 : Les Deux Cambrioleurs (Night Owls)
- 1930 : Ladrones (Ladroni)
- 1930 : Quelle bringue ! (Blotto)
- 1930 : La Vida nocturna (Une nuit extravagante)
- 1930 : Les Bons petits diables (Brats)
- 1930 : En dessous de zéro (Below Zero)
- 1930 : Tiembla y titubea
- 1930 : Les Bricoleurs (Hog Wild / Radiomanía)
- 1930 : La Maison de la peur (The Laurel-Hardy Murder Case)
- 1930 : Noche de duendes (Feu mon oncle / Der Spuk um Mitternacht)
- 1930 : Drôles de locataires (Another Fine Mess)
- 1931 : La Señorita de Chicago
- 1931 : Los Presidiarios
- 1931 : Drôles de bottes (Be Big!)
- 1931 : The Pip from Pittsburgh
- 1931 : Monerías
- 1931 : Rough Seas
- 1931 : One of the Smiths
- 1931 : The Panic Is On
- 1931 : Skip the Maloo!
- 1931 : What a Bozo!
- 1932 : Aidons-nous ! (Helpmates)
- 1932 : Livreurs, sachez livrer ! (The Music Box)
- 1932 : Prenez garde au lion (The Chimp)
- 1932 : Maison de tout repos (County Hospital)
- 1932 : Young Ironsides
- 1932 : Girl Grief
- 1932 : Now We'll Tell One
- 1932 : Mr. Bride
- 1933 : Les Joies du mariage (Twice Two)
- 1933 : Twin Screws
- 1934 : Mixed Nuts
- 1934 : A Duke for a Day
- 1934 : Benny from Panama
- 1934 : Washee Ironee
- 1934 : Opened by Mistake
- 1935 : Treasure Blues
- 1935 : Sing, Sister, Sing
- 1935 : The Tin Man
- 1935 : The Misses Stooge
- 1935 : Do Your Stuff

### Comme scénariste
- 1925 : Le Piège à maris (Chasing the Chaser) de Stan Laurel
- 1925 : Unfriendly Enemies
- 1925 : Laughing Ladies
- 1926 : Your Husband's Past
- 1926 : Wandering Papas
- 1926 : Say It with Babies
- 1926 : Never Too Old
- 1926 : Along Came Auntie
- 1926 : Should Husbands Pay?
- 1926 : Wise Guys Prefer Brunettes
- 1926 : Le Mariage de Laurel (Get 'Em Young) de Fred Guiol et Stan Laurel
- 1926 : On the Front Page
- 1928 : Galloping Ghosts
- 1928 : Un homme à boue (Should Married Men Go Home?)
- 1937 : Laurel et Hardy au Far West (Way Out West)
- 1938 : Les montagnards sont là (Swiss Miss)
- 1938 : Têtes de pioche (Block-Heads)